# Keokuk, Iowa
Keokuk là một thành phố thuộc quận Lee, tiểu bang Iowa, Hoa Kỳ. Năm 2010, dân số của thành phố này là 10780 người.

## Dân số
Dân số qua các năm:
- Năm 2000: 11427 người.
- Năm 2010: 10780 người.